# 女子音乐组合

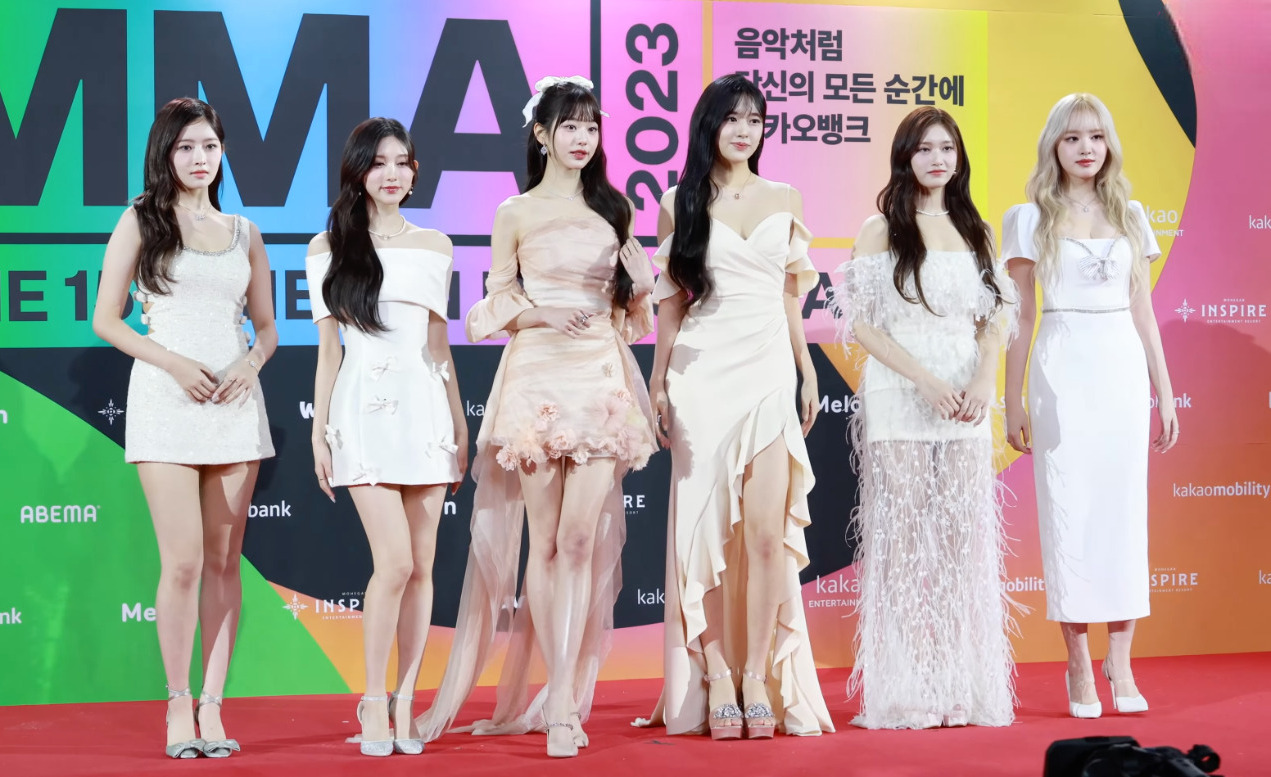
韩国流行音乐（K-pop）女子音乐團體IVE

女子音樂組合（直译：「女孩团体 / 组合」，简称女团），指由兩名或以上女歌手所組成的流行音乐團體。成員的主要表演項目包括歌唱和舞蹈等，音樂類型較為主流及大眾化，並迎合當時市場主流變更造型以及擁有華麗的舞台表演等。
在多個英语國家，英語「girl group」通常不用來形容既演唱歌曲又演奏樂器的女子樂團、而是形容只有女性的音樂演奏團體。

## 發展歷史

### 雛型
在音樂廳和輕歌舞劇時代，女子音樂團體主要是一種新式的表演方法、其中包括用奇怪而且愚蠢的聲音來演唱一些歌詞胡謅的歌。其中第一個例外是紀傳姊妹、一個擁有超過二十首名作、活躍於1930年至1936年的歌唱團體。紀傳姊妹引人注目的特色有她們的藝術效果和自行設計的表演和樂器演奏。1937年成立的安德魯斯姐妹藉由模仿紀傳姊妹的表演方式，並在紀傳姊妹解散後迅速佔領市場。

### 早期
第一個現代女子音樂團體一般認為是錢特女孩（The Chantels），她們的合音表演和1950年代的男子合聲重唱團體類似。

### 1990年至今：流行舞蹈女子團體時代

#### 美國節奏藍調和流行音樂

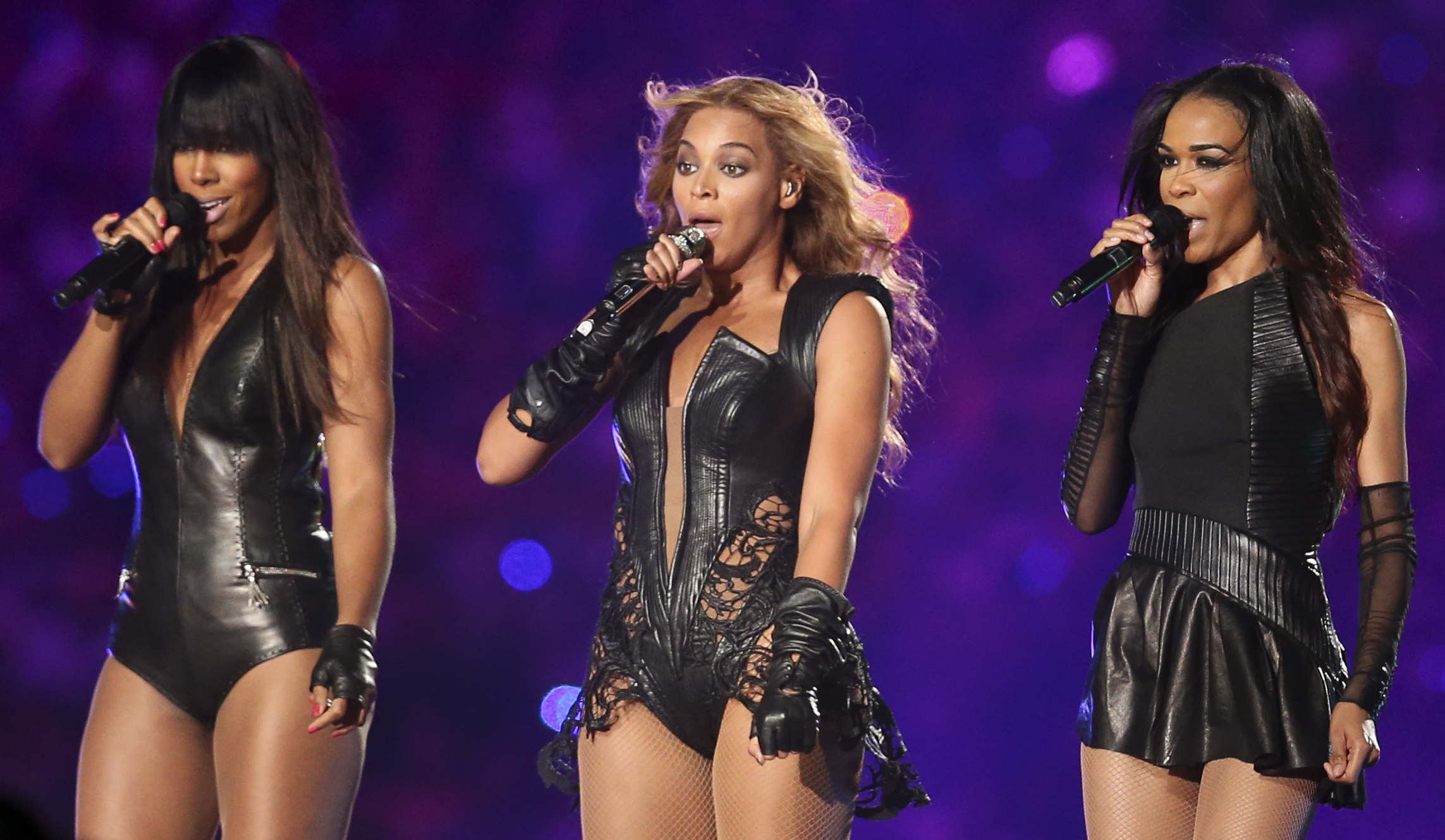
天命真女是21世紀在商業上最成功的美國女子團體

1990年威爾森·菲利浦三人組的首張同名專輯在全球售出超過500萬張，有五首為美國熱門單曲，其中四首進入前10名，其中三首在告示牌百大單曲榜上排名第一。在新傑克搖擺、當代節奏藍調和嘻哈音樂興起之後，美國女子團體TLC取得最大的成功，售出了6500萬張唱片。天命真女出現在1990年代後期，售出超過6000萬張唱片。
2000年代中後期是女子團體復興期，美國女子團體小野貓憑藉其單曲獲得了全球性的成功。Danity Kane成為Billboard歷史上第一個連續兩張專輯排名第一的女子團體，她們2006年的首張同名專輯和2008年的第二張專輯Welcome to the Dollhouse都在美國Billboard 200中名列前茅。

#### 東亞女子團體嶄露頭角
日本擁有第二大音樂市場，也是世界上最大的實體音樂市場，因此J-pop偶像女子團體隨即在Oricon Singles Chart上霸榜。1990年代後期，聲樂/舞蹈女子團體Speed和Max在亞洲聲名鵲起，成為早安少女組、AKB48、Perfume和桃色幸運草Z等日本女子團體的開路先鋒。Speed在三年內在日本共售出2000萬張，《綜藝》稱她們為「日本頂級女子團體」，而Max仍然保持著日本連續排名前10的女子團體的記錄。歷來2010年代，AKB48集團在印尼、中國、泰國、臺灣、菲律賓和越南等地推出。2010年代出現各種新的日本偶像團體，在音樂界激烈競爭，被稱為「偶像戰國時代」。
自2009年以來，韓流和K-pop在娛樂業中逐漸佔有一席之地。它的影響力蔓延到日本和其他亞洲市場、歐洲和北美。一開始，少女時代、2NE1和Wonder Girls等女團是這股“韓流”浪潮的引領者。
從2010年代下半葉開始，隨著韓流全球化的加速，新一代韓國女子團體（包括Blackpink、Twice、aespa、NewJeans、IVE和Red Velvet等）出道後成功掀起另一波韓流。
中国大陆偶像团体在2016年左右进入爆发增长阶段，许多偶像团体经由选秀综艺产生。同时，日韩造星工业的引入为中国大陆偶像团体走向工业化、国际化创造了条件，中国大陆出现了一批效仿日韩培训制度的经纪公司，“偶像养成”成为中国大陆娱乐产业趋势，甚至与日韩经纪、唱片公司合资合作，在2018年至2021年有了机会，通过爱奇艺、腾讯和优酷三大网络平台自制的偶像女团选秀综艺《创造101》、《青春有你》、《创造营》，将旗下练习生或女团推到大众视野。2021年9月2日中国广电总局颁布八条新规，其中「堅決反對唯流量論」和「堅決抵制泛娛樂化」新规下，提到广播电视机构和网络视听平台不得播出偶像养成类节目。而就目前发展，這些女團在音樂上的成就暫時無法與日韓相比。